# Who I Am?
Who I Am? – piąty singel polskiego zespołu Blog 27, wydany w listopadzie 2006 roku, promujący reedycję albumu <LOL>.
Tekst piosenki napisał David Jasmine pod pseudonimem Do-Jo, a muzykę skomponowali Marek Kościkiewicz i Filip Siejka. Singel zapowiedziano we wrześniu 2006, jednak ostatecznie ukazał się on w listopadzie, już po opuszczeniu zespołu przez Alicję Boratyn, w nowej wersji, z wokalem samej Toli Szlagowskiej. Wtedy to miał też premierę teledysk do utworu. Piosenka weszła na internetową listę magazynu Bravo. Singel został wydany również w formie cyfrowej w krajach niemieckojęzycznych w grudniu 2006.

## Lista ścieżek
- Digital download[5]

1. „Who I Am” (Tola’s Version) – 3:09